# Хегер, Роберт
Роберт Хегер (нем. Robert Heger; 19 августа 1886, Страсбург — 14 января 1978, Мюнхен) — немецкий дирижёр и композитор.

## Биография
Роберт Хегер с 14 лет учился в Страсбурге у Франца Штокхаузена-младшего, в 1902—1905 — в Цюрихе у Лотара Кемптера, в 1907—1908 — в Мюнхене у Макса фон Шиллингса.
В 1908 г. дебютировал как оперный дирижёр в Страсбурге, затем работал в Ульме и Бармене, с 1911 г. — в Венской народной опере, с 1913 г. — в Нюрнбергской опере. С 1920 г. первый капельмейстер Баварской оперы. В 1925—1933 гг. в Венской государственной опере.
В 1933—1950 гг. дирижёр в Берлинской государственной опере. Карьера Хегера в период нацистского режима развивалась довольно успешно: в 1937 г. он вступил в НСДАП, руководил концертами немецких коллективов на оккупированной польской территории. В 1950—1954 гг. президент Мюнхенской Высшей школы музыки. В 1957 г. стал первым руководителем Гамбургского симфонического оркестра и возглавлял его до 1961 г.
Композиторское наследие Хегера включает оперы «Праздник в Хадерслеве» (нем. Ein Fest zu Haderslev; 1919), «Безымянный нищий» (нем. Der Bettler Namenlos; 1932, эпизод возвращения Одиссея на Итаку из «Одиссеи»), «Блудный сын» (нем. Der verlorene Sohn; 1936), «Леди Гамильтон» (1942, поставлена 1951), ораторию «Песнь мира», симфоническую поэму «Геро и Леандр», три симфонии, камерные, вокальные и хоровые сочинения.